# Бреслоу, Рональд
Рональд Бреслоу (Ronald Charles David Breslow; 14 марта 1931 г., Рауэй, Нью-Джерси — 25 октября 2017 г., Нью-Йорк) — американский химик-органик, занимавшийся разработкой и синтезом новых молекул. Профессор Колумбийского университета, член НАН США и Американского философского общества, иностранный член Лондонского королевского общества. Удостоен Национальной научной медали (1991) и других наград.

## Биография
Рональд Бреслоу родился в марте 1931 года в Рауэй, Нью-Джерси. Являлся младшим из двух детей. Его отец Александр — врач общей практики, полевой хирург во время Тихоокеанского конфликта; мать Глэдис — сиделка, инспектор по авиации во время войны.
Во время войны часть семьи Бреслоу, включая Рональда, была эвакуирована в Голливуд, где Рональд впервые пошёл в школу. В 17 лет он стал финалистом конкурса поиска научных талантов памяти Вестингауза (Regeneron Science Talent Search).
В 1949 году Бреслоу поступил в Гарвардский университет в магистратуру по программе искусств. В течение последнего года обучения он подрабатывал в лаборатории Гилберта Сторка, за что был награждён соавторством в двух работах по изучению кедрового масла. Следующий год Бреслоу провёл за изучением медицины, чтобы получить степень магистра через год. После непродолжительной медицинской карьеры Рональд посвятил себя химии. Далее он получил в 1955 году докторскую степень в Гарварде под руководством Роберта Вудворда. В этом же году Рональд женится на Эстер и уехал в Кембридж, Великобритания.
В Кембридже Рональд один год работал в Национальном научном Фонде (NSF) под руководством Александра Тодда.
В 1956 году для Рональда была создана временная должность в Колумбийском университете, где он проработал всю оставшуюся жизнь. Сначала он получил должность младшего сотрудника, а потом и профессора.
Рональд был избран в Национальную академию наук США в 1966 году и в Американскую академию наук и искусств в 1967 году.

## Научные исследования
Изначально сфера интересов Рональда Бреслоу заключалась в изучении структуры и механизмов реакций. Например, Рональду удалось выяснить механизм действия витамина В1 в цикле Кребса и уточнить механизм 1,2-сдвига атома водорода в реакции Бутлерова. Позже круг интересов Рональда сильно расширился:

### Ароматичность
С 1957 года и на протяжении последующих 20 лет Рональд Бреслоу занимался изучением ароматичности. Ему удалось доказал стабильность соли трифенилциклопропения и правильность его классификации как ароматического соединения, синтезировал исходный ион циклопропения. Также было доказано, что циклические ненасыщенные кетоны, подчиняющиеся правилу ароматичности Хюккеля (при рассмотрении кетонной группы как C±O-), являются устойчивыми и доступными.
Рональд является автором термина «антиароматичность» для описания систем с 4n π-электронами.
Вместе с коллегой из Колумбии Уильямом Рейнмутом Рональд разработал электрохимический способ количественной оценки относительной стабильности ароматических катионов и pKa различных анионов, полученных путём двухэлектронного восстановления стабильных катионов.

### Биомимикрирующая химия
В 1950-е года Рональд Бреслоу проводил свои исследования на хорошо изученных моделях ферментов и ферментоподобных процессах. Например, был разработан метод хлорирования только определённых С-Н связей холестанола благодаря использованию определённых линкеров различной длины, выступающих своеобразными указками места хлорирования. Кроме этого, на примере синтетически модифицированных циклодекстринов была показана возможность протекания различных ферментоподобных реакций: эпоксидирование алкенов, гидролиз динуклеотидов, хлорирование анизола в орто-положение, взаимного превращения α-аминокислот и α-кетокислот.
Также были созданы модель цитохрома Р450, катализаторы для рацемизации и декарбоксилирования аминокислот; разработан аналог пиридоксаля на основе алкилированных полиэтилениминов для моделирования трансаминирования.

### Водная органическая химия
В конце XX века Рональд Бреслоу в своих исследованиях показал, что возможно протекание ряда органических реакций (циклоприсоединение Дильса-Альдера, конденсация бензоина, SN2-реакции, восстановление боргидридными реагентами) в воде. Замена растворителя на воду приводило к увеличению скорости реакций, большей стерео- и региоселективности.

### Противораковые препараты
В начале XXI века в группе с биологами Рональд Бреслоу обнаружил, что бис-гидроксамовые кислоты, связанные длинным линкером, являются хорошим фактором для дифференцировки клеток. Дальнейшие исследование привели к синтезу Вориностата, который стали использовать в исследованиях и лечении рака.

### Происхождение жизни
Ближе к 2010-м годам работа Рональда заключалась в исследовании передачи хиральности в присутствии энантиомерно чистого субстрата и увеличении энантиомерного избытка для аминокислот и азотисты оснований при перекристаллизации.

### Молекулярная электроника
В этой области Рональда интересовала конструкция молекулярных проводов, а именно количественное соотношение между структурой органического линкера и эффективностью проводимости. В 2010-х годах Рональду удалось получить полностью углеродные молекулярные провода, соединяющие два золотых электрода, которые обладали более высокой проводимостью, чем ранние аналоги.

## Педагогическая деятельность
Рональд Бреслоу является автором учебника «Механизмы органических реакций», составленного в 1968 году. Данный учебник был написан в качестве сопровождающего материала для студентов, зачисленных на курс Рональда Бреслоу, и хорошо адаптирован для самостоятельного чтения.

## Научно-организационная и политическая деятельность
С 1976 по 1979 года Рональд Бреслоу был председателем факультета Колумбийского университета. На данной должности он добился от университета договоренности о сборе средств для внутреннего ремонта одного из главных химических зданий Колумбии, Хавмейер Холла.
Рональд Бреслоу был избран председателем комитета по рассмотрению возможности совместного обучения в Колумбийском университете, по результатам которого была проведена реформа, позволяющая девушкам быть зачисленными в Колумбийский колледж. В результате данном колледже соотношение мужчин и женщин быстро дошло до отметки 55:45, значительно выросло количество сильных абитуриентов.
В 1996 году Американское химическое общество выбрало Рональда Бреслоу президентом общества. Это дало свободу Рональду в продвижении химии в повседневную жизнь. Для этого Рональд опубликовал несколько просветительских статей в журнале Chemistry and Engineering News, опубликовал через Американское химическое общество небольшую книгу для широкого круга читателей с изложением положительной стороны использования и изучения химии. Кроме этого, Рональд учредил премию для государственных служащих за поддержку целей и деятельности науки.
Для продвижения науки Рональд Бреслоу лоббировал Вашингтон для увеличения финансирования науки. Была разработана концепция «7%-го решения», позволяющая удвоить бюджет науки в течение 10 лет за счёт такого годового прироста. Проект получил одобрение и был реализован.
Ещё одна проблема, которой занимался Рональд, заключалась в отсутствии признания химии в медицине. Чтобы исправить это, Рональд убедил Американское химическое общество профинансировать курс лекций по химии в Национальном институте здоровья. В качестве докладчиков были выбраны выдающиеся химики, которые работали на стыке медицины и химии.
Кроме этого, Рональд проводил консультации для различных химических и фармацевтических компаний.

## Почести и награды
За свою жизнь Рональд Бреслоу получил более 70 наград и премий. От Американского химического общества Рональд получил 3 премии: в области теоретической химии (1966), в области теоретической науки (1987) и медаль Пристли (1999). Кроме этого, Бреслоу получил премию в области химических наук (1989) от Национальной академии наук США, премию за лекцию столетия (1989) от Королевского химического общества, премию Парацельса (1990) от Швейцарского химического общества и медаль Перкина (2010) от Общества химической промышленности.
Кроме этого, следует отметить следующие награды и членства:
- 1967 год — удостоен почетной должностью имени Самуэля Лэтэма Митчелла.
- 1969 год — получил медаль Марка ван Дорена за качество преподавания.
- 1969 год — Leo Hendrik Baekeland Award[нем.].
- 1971 год — Премия столетия Королевского химического общества Великобритании.
- 1977 год — Remsen Award[нем.].
- 1980 год — James Flack Norris Award[нем.].
- 1980 год — получил премию великого учителя от выпускников Колумбийского колледжа.
- 1989 год — William H. Nichols Medal Award[англ.].
- 1991 год — получил Национальную медаль США за науку.
- 1992 год — избран в группу видных профессоров Колумбийского университета.
- 1992 год — избран иностранным членом Индийской академии наук.
- 2000 год — избран иностранным членом Королевского общества.
- 2003 год — Welch Award in Chemistry[англ.].
- 2004 год — Премия Уилларда Гиббса.
- 2006 год — Othmer Gold Medal[англ.].
- 2014 год — Золотая медаль Американского института химиков[англ.], его высшая награда.
- 2019 год — получил премию Александра Гамильтона.

## Память
Колумбийский университет учредил постоянную должность старшего специалиста по химии, в благодарность за финансовую выгоду от продажи патента на Вариностат компании Merck. Изначально эта должность была названа в честь Эстер Бреслоу, но после смерти Рональда Бреслоу название должности было изменено и стало носить имена Рональда и Эстер Бреслоу.
Американское химическое общество учредило ежегодную премию Рональда Бреслоу за вклад в биомиметическую химию, тем самым отметив работу ученого.

## Семья
Рональд встретил свою будущую жену Эстер в Гарварде на курсе Фрэнка Вестхаймера, посвященного механизмам реакций. В 1955 после получения Рональдом докторской степени, пара поженилась. От Эстер у Рональда было две дочери (Стефани и Карен), которые получили юридическое образование и стали адвокатами.

## Личные качества, хобби
В детстве Рональда Бреслоу характеризовали, как энергичного, уверенного в себе подростка. В школе Рональд постоянно занимал пост старосты.
Ероме этого, в юношестве у Рональда Бреслоу была оборудованная лаборатория, находящаяся в подвале семейного дома, в которой он ставил различные эксперименты. Кроме этого, Рональд был опытным классическим и джазовым пианистом, семейным поваром, любителем погружений с аквалангом.